# حكومة كيفينييمي

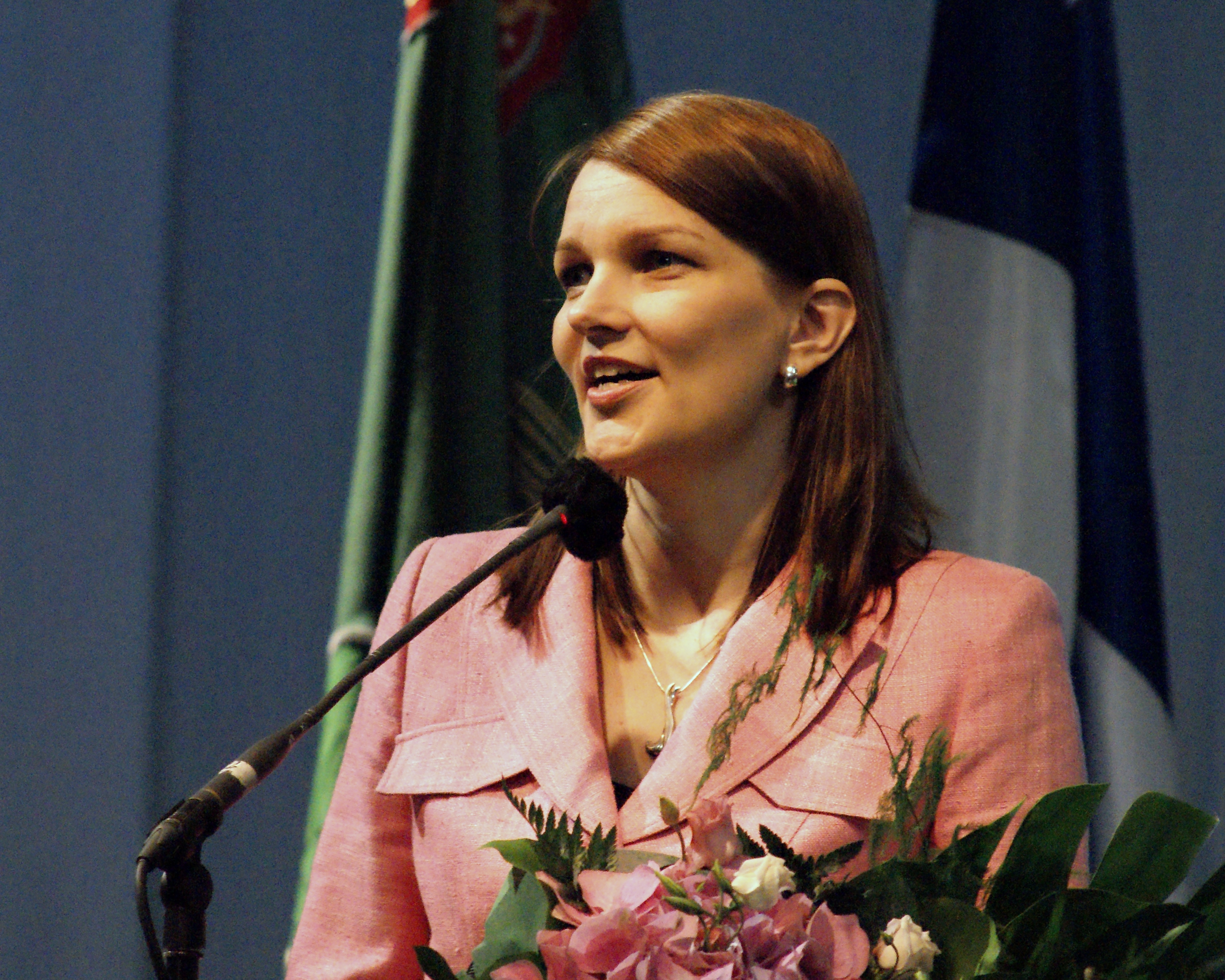

حكومة كيفينييمي هي حكومة جمهورية فنلندا الحادية و السبعين ، باشرت أعمالها في 22 يونيو 2010 . تترأسها رئيسة حزب الوسط و عضو البرلمان ماري كيفينييمي. تتشكل الحكومة من ائتلاف أحزاب أربعة هي حزب الوسط وحزب الائتلاف الوطني ، و الرابطة الخضراء وحزب الشعب السويدي .
تشكلت الحكومة بعد تخلي ماتي فانهانن عن رئاسة حزب الوسط ، و استقالته من منصب رئيس الوزاء ، فتولته خليفته في رئاسة الحزب ماري كيفينييمي.
تشكيل مجلس الوزاء هو نفسه في حكومة فانهانن الثانية السابقة ، باستثناء رئيسة الوزراء لماري كيفينييمي و ارتقاء تاباني تولي ليحل محلها في حقيبة الشؤون البلدية والإقليمية . اعلنت الحكومة استمرارها ببرنامج حكومة فانهانن.